# ひよこぐも
「ひよこぐも」は、日本の歌。および、その歌に歌われているキャラクター。作詞：戸田昭吾・pukumuku、作曲：たなかひろかず、歌：アヤカ・ウィルソン。2009年8月 - 9月、NHKの歌番組『みんなのうた』で放送。

## 概要
アニメーションは、番組2回目の参加となる長井勝見と、ひよこぐものキャラクターの作者 pukumukuが描いたイラストを基にして作られている。
2009年8月21日にはキャラクターブックとCD付き絵本が発売され、8月26日にはDVD付きCDが発売された。
DVD付きCDのカップリング曲は「ひよこぐも 絵かきうた」。

## キャラクターについて

### ひよこぐも
南の海で、空から降ってきた卵から産まれた、黄色くてひよこの様に小さい雲の子供。黄色くて雲の様にふわふわの体に、ひよこの様な顔が付いた姿をしている。

### ひよこぐもの仲間
ひよこぐもが旅の中で出会った雲の仲間たち。それぞれ産まれた時にはひよこぐもと同じ姿をしていたが、成長の仕方に応じて色々な姿になった。
ひめぐも
体はピンク色で、頭にリボンをつけている。ひよこぐもの面倒をよく見てくれる。
しあわせぐも
体はみどり色で、頭によつばのクローバーをのせている。周りの者たちの幸せを願っている。
わるぐも
体はむらさき色で、頭には黄色い雲状の髪の毛をのせている。乱気流をおこすなど、悪さが絶えないが、本当は寂しがりや。
にじぐも
体は白色で、頭には虹色の雲をのせている。穏やかな性格で、美しいものが好き。
かみなりぐも
体は灰色で、ひたいにかみなりの様な模様がある。雨やかみなりを発生させる事ができる。
おうさまぐも
みんなのうたには未登場。体は赤色で、頭にかんむりをのせている。ひめぐものお父さん。